# Creu del Pedró de Santa Cristina d'Aro
Creu del Pedró de Santa Cristina d'Aro és una obra del municipi de Santa Cristina d'Aro (Baix Empordà) inclosa en l'Inventari del Patrimoni Arquitectònic de Catalunya.

## Descripció
La creu del Pedró és una obra realitzada en dues fases diferenciades: la creu, la columna i els graons són obra de l'any 1950, mentre que el basament és obra anterior de data indeterminada. El conjunt consisteix en una base octogonal de tres graons de perímetre decreixent damunt el qual es disposa el basament original, de perfil quadrangular, amb una motllura a la part inferior i una a la superior. La creu de braços rectes de secció quadrada remata una columna amb extrems quadrangulars i secció octogonal, central. Per commemorar la restitució de la creu l'any 1950, al basament hi constava la data esculpida (1 de maig de 1950) però el desgast de la pedra l'ha esborrat.

## Història
Segons la tradició oral, la creu del Pedró, que estava situada a l'entrada del poble provenint de l'antic camí de Romanyà de la Selva, estava emplaçada just al mig de l'actual carrer del Pedró. Aleshores només era un basament de pedra que es concretava com una mena d'altar petit. Amb anterioritat a l'any 1936, degut a la problemàtica viària que ocasionava la ubicació d'aquest basament als veïns de la finca can Dilla, va ser traslladat uns metres cap a l'oest. El dia 6 de març de 1950, l'Ajuntament va proposar en el ple municipal la restauració de la creu. Les obres van ser encarregades al contractista Sr. Pruneda, que va manifestar que es podrien dur a terme de la manera més econòmica: "... comptant amb les pedres i peces existents". La creu i la columna es van fer de la pedra que va oferir mossèn Salvador Duran i Coll, prevere de l'església de Santa Cristina d'Aro. La base i el capitell eren els existents però, per motius estètics, es van situar al revés de la seva posició original i girats de dalt a baix. Josep Formatger i Clara, veí de la població, va subministrar gratuïtament una pedra pel capitell i els graons de la base els aportà el mateix contractista amb blocs de pedra tipus de Girona. El dia 3 de maig de 1950, diada de la Santa Creu, es va beneir la creu del Pedró, associant-se la "Hermandad de Socorros Mutuos de Nuestra Señora de los Dolores", societat que va participar en la festivitat de la Santa Creu fins al 1993, any en què es va deixar de celebrar aquest acte.